# Saint-Didier-de-Formans
Saint-Didier-de-Formans település Franciaországban, Ain megyében. Lakosainak száma 2176 fő (2022. január 1.). Saint-Didier-de-Formans Jassans-Riottier, Reyrieux, Saint-Bernard, Sainte-Euphémie és Trévoux községekkel határos.

## Népesség
A település népessége az elmúlt években az alábbi módon változott:
| Lakosok száma | 648  | 992  | 1288 | 1751 | 1818 | 1889 | 1960 | 2035 | 2072 | 2176 |
|               | 1968 | 1982 | 1990 | 2006 | 2013 | 2015 | 2017 | 2019 | 2020 | 2022 |